# Видраре
Видра́ре (болг. Видраре) — село в Софійській області Болгарії. Входить до складу общини Правець.

## Населення
За даними перепису населення 2011 року у селі проживали 448 осіб.
Національний склад населення села:
| Національність   | Кількість осіб | Відсоток |
| ---------------- | -------------- | -------- |
| болгари          | 434            | 96,9%    |
| цигани           | 14             | 3,1%     |
| турки            | 0              | 0%       |
| інша             | 0              | 0%       |
| не визначились   | 0              | 0%       |
| Всього відповіли | 448            |          |

Розподіл населення за віком у 2011 році:
Динаміка населення: